# Ундрицов, Михаил Ильич
Михаил Ильич Ундрицов (21 ноября 1910, д. Вторые Ялдры, Симбирская губерния — 27 августа 1998, Москва) — советский и российский патофизиолог; доктор медицинских наук, профессор; заслуженный деятель науки Чувашской АССР (1982).

## Биография
Окончил Ходарскую среднюю школу. В 1935 году окончил Казанский медицинский институт. В 1936—1940 годы — ассистент кафедры патологической физиологии там же. В 1940—1941 и 1945—1959 годах преподавал в Куйбышевском медицинском институте.
Во время Великой Отечественной войны служил полковым врачом в Забайкальском военном округе.
В 1959—1970 годах руководил экспериментальной лабораторией НИИ ревматизма АМН СССР (Москва). С 1970 года преподавал в Чувашском государственном университете: в 1974—1984 — заведующий кафедрой патологической физиологии, затем профессор там же (до 1991).

## Научная деятельность
В 1965 году защитил докторскую диссертацию.
Основные направления исследований:
- проблемы аллергии,
- иммунологическая реактивность организма,
- роль почек в фильтрации, реабсорбции, секреции и выделении бактериальных антигенов.

В 1930-е годы совместно с  А. Д. Адо впервые в СССР начал развивать новое научное направление в медицине, впоследствии получившее название «аллергология»
Под руководством М. И. Ундрицова совместно с Т. М. Ундрицовой впервые в СССР было организовано производство накожных тестов для определения уровня сенсибилизации организма различными аллергенами, а также начато серийное производство диагностических аллергенов из клещей вида Дерматофагоидес птерониссинус. Данные тесты используются аллергологами до настоящего времени.
В период Великой Отечественной войны впервые в России поднял вопрос о витаминотерапии воинов действующей армии, что позволило предотвратить цингу и связанные с ней осложнения у миллионов военнослужащих.
Впервые в мире доказал, что при многих инфекционных заболеваниях бактериальные антигены выделяются с мочой, проходя через клубочковый аппарат почек. Впервые в СССР определил роль недостатка кортизола и роль аутоаллергии в патогенезе ревматоидных заболеваний.
Развивал идеи и методы противодействия возрастным изменениям организма человека (реювенологию), в том числе методы гормономодулирующей и гормонозаместительной терапии.
Автор более 300 научных работ.

### Избранные труды
- Ундрицов М. И. Некоторые вопросы анафилактической реакции гладкой мускулатуры кишечника // Матер. конф. молодых науч. работников Казанского мед. института. — 1939.
- Ундрицов М. И. О некоторых закономерностях анафилактизации гладкой мускулатуры кишечника // Бюлл. эксперим. биологии и медицины. — 1939. — Вып. 6.
- Ундрицов М. И. К механизму анафилактической реакции гладкой мускулатуры кишечника: Дис. … канд. мед. наук // Сб. кафедры патологической физиологии Казанского мед. института. — 1940.
- Ундрицов М. И. О некоторых закономерностях анафилактизации гладкой мускулатуры кишечника: Сообщение 2 // Бюлл. эксперим. биологии и медицины. — 1940. — Т. 10, Вып. 1—2.
- Ундрицов М. И. О выделении холиноподобных веществ при анафилактической реакции кишечника // Известия АМН СССР. Отделения биологических наук. — 1944. — № 2.
- Ундрицов М. И. Закономерности анафилактизации гладкой мускулатуры // Сб. науч. работ санитарной службы погранвойск Забайкальского округа. — 1947.
- Ундрицов М. И. К вопросу об анафилактической реакции изолированных отрезков кишечника кроликов и морских свинок // Сб. науч. работ кафедры патологической физиологии Казанского мед. института. — 1948.
- Ундрицов М. И. Изменение активности холинацетилазы в процессе сенсибилизации // Тез. докл. / 1-я Всесоюз. конф. патофизиологов. — 1951.
- Ундрицов М. И. Активность холиноацетилаз при сывороточной и бактериальной аллергии // Проблемы реактивности и шока. — М., 1952. — С. 192—194.
- Ундрицов М. И. К вопросу изменения ацетилхолинового обмена при сенсибилизации: Проблема реактивности и шока // Тр. / 1-я Всерос. конф. патофизиологов. — 1953.
- Ундрицов М. И. Экспериментальное моделирование заболеваний с аутоаллергическим патогенезом // Тез. докл. / 3-я Всесоюз. конф. патофизиологов. — Свердловск, 1960.
- Ундрицов М. И. К механизму десенсибилизирующей терапии // Матер. конф. по проблеме «Аллергия и аутоаллергия». — Баку, 1963.
- Ундрицов М. И. Активная и пассивная сенсибилизация А-стрептококком // Аллергия и реактивность организма. — Львов, 1969. — Т. 1. — С. 281—244.
- Ундрицов М. И. Патофизиологический анализ стрептококковой аллергии немедленного типа в эксперименте // Патологическая физиология и экспериментальная терапия. — 1970.
- Ундрицов М. И. Нейрогуморальная регуляция иммуноаллергии // Матер. конф. по аллергии в институте им. И. И. Мечникова. — 1970
- Ундрицов М. И. Динамика некоторых нейро-гуморальных показателей при стрептококковой аллергии немедленного типа // Патологическая, физиологическая и экспериментальная терапия. — 1971. — № 3.
- Ундрицов М. И. Нейро-гуморальные механизмы аллергических процессов // Тез. докл. / I-я Всес. конф. «Проблемы аллергии в клинике и эксперименте». — 1971.
- Ундрицов М. И. Анализ некоторых эфферентных механизмов участия нервной системы в регуляции иммуно-аллергических процессов // Сб. тр. / Чуваш. государственный университет. — 1972.
- Ундрицов М. И. Динамика кининогена в сыворотке крови кроликов в процессе сенсибилизации и при анафилактическом шоке на фоне хронического раздражения гипоталамуса // Сб. / 6-я Поволжская конф. физиологов.
- Ундрицов М. И. Сенсибилизация антигеном из клещей дермафагоидес птерониссинус // Вопросы теоретической медицины. — ЧГУ.
- Ундрицов М. И. Аллергическая реакция у животных десимпатизированных с помощью антител к фактору роста нервной ткани // Физиология и экспериментальная терапия.
- Ундрицов М. И. Некоторые клинико-экспериментальные показатели, свидетельствующие о сенсибилизирующих свойствах клещей рода Дерматофагоидес // Вопр. теор. медицины. — Вып. 2.
- Ундрицов М. И. Некоторые предпосылки для моделирования экспериментальной бронхиальной астмы антигеном клещей Дерматофагоидес птерониссинус // Тез. докл. / Всесоюз. конф. по «Бронхиальной астме». — М., 1974.
- Ундрицов М. И. Сенсибилизация антигеном из клещей Дерматофагидес птерониссинус // Сб. тр. / Мед. фак-т Чуваш. гос. университета. — 1974.
- Ундрицов М. И. Некоторые иммунологические показатели экспериментальной сенсибилизации антигеном клещей Дерматофагоидес птерониссинус // Сб. тр. / Мед. фак-т Чуваш. гос. университета. — 1974.
- Ундрицов М. И. Динамика нарастания антител при экспериментальной сенсибилизации клещей Дерматофагоидес птерониссинус // Сб. тр. / 2-й Московский мед. институт. — 1974.
- Ундрицов М. И. Некоторые экспериментальные данные, свидетельствующие о сенсибилизирующих свойствах клещей Дерматофагоидес птерониссинус // Медицинская паразитология и паразитарные болезни. — 1974.
- Ундрицов М. И. Сенсибилизация антигеном из клещей Дерматофагоидес птерониссинус // Вопросы теоретической медицины. — Чебоксары, 1976.
- Ундрицов М. И. Адренергическая иннервация лёгких морских свинок при аэрозольной сенсибилизации аллергеном из клещей Дерматофагоидес птерониссинус // Макро-микро-структура тканей в норме, патологии и эксперименте. — Чебоксары, 1976.
- Ундрицов М. И. Экспериментальная сенсибилизация антигеном из клещей Дерматофагоидес птерониссинус // Бюлл. эксперим. биологии и медицины. — 1976. — № 8.
- Ундрицов М. И. Иммунологические механизмы экспериментальной сенсибилизации антигеном из клещей Дерматофагоидес птерониссинус // Тез. докл. / 2-й Всесоюз. съезд патофизиологов. — Ташкент, 1976.
- Ундрицов М. И. Бронхиальная астма и дерматофагоидные клещи // Медицинская паразитология и паразитарные болезни. — 1976. — № 5.
- Ундрицов М. И. Дерматофагоидные клещи и бронхиальная астма // Казан. мед. журн. — 1976. — № 6.
- Ундрицов М. И. Некоторые механизмы формирования аллергической реактивности животных при экспериментальной сенсибилизации антигеном из клещей Дерматофагоидес птерониссинус // Бронхиальная астма. — М., 1977.
- Ундрицов М. И. Фармакологический анализ анафилактической реакции гладкой мускулатуры кишечника морских свинок, сенсибилизированных антигеном клещей // Экспериментальная и клиническая аллергология. — Чебоксары, 1977. — Вып. 1.
- Ундрицов М. И. Аэрозольная сенсибилизация антигеном из клещей Дерматофагоидес птерониссинус в эксперименте // Патофизиология и экспериментальная терапия. — 1978. — № 2.
- Ундрицов М. И. Гистохимия ацетилхолина и серотонина в вилочковой железе, лёгких и надпочечниках при экспериментальной аллергии // Экспериментальная и клиническая аллергология. — 1978. — Вып. 2.
- Ундрицов М. И. Патогенез экспериментальной клещевой аллергии // Труды, посвящённые 70-летию академика А. Д. Адо. — 1979.
- Ундрицов М. И. Результаты экспериментальных исследований дерматофагоидных клещей для практической аллергологии // Экспериментальная и клиническая аллергология и иммунология. — 1980.
- Ундрицов М. И. Холинергические механизмы анафилактического бронхоспазма при экспериментальной аллергии к клещам домашней пыли // Экспериментальная и клиническая аллергология. — 1981.
- Ундрицов М. И. Бесконтактная камерная пневмография животных с экспериментальным бронхоспазмом // Экспериментальная и клиническая аллергология. — 1982.
- Ундрицов М. И. Традиционный анализ белков антигенов клещей // Бюлл. эксперим. биологии и медицины. — 1980. — № 6.

- Ундрицов М. И. Витаминоносители Забайкалья // Сб. науч. работ санитарной службы погранвойск Забайкальского округа. — 1947.
- Ундрицов М. И. Влияние низкой температуры на содержание витамина С в овощах и ягодах // Сб. науч. работ санитарной службы погранвойск Забайкальского округа. — 1947.
- Ундрицов М. И. Содержание витамина С в пайке пограничников Забайкальского округа // Сб. науч. работ санитарной службы погранвойск Забайкальского округа. — 1947.
- Ундрицов М. И. Походная бактериологическая лаборатория // Сб. науч. работ санитарной службы погранвойск Забайкальского округа. — 1947.

- Ундрицов М. И. К механизму выделительного иммунитета // Научная сессия Куйбышевского мед. института: Тез. — 1954.
- Ундрицов М. И. К вопросу об участии канальцевого аппарата в механизме выделения дизентерийных антигенов почками // Бюлл. эксперим. биологии и медицины. — 1957. — № 9.
- Ундрицов М. И. Выделение дизентерийных антигенов почками // Сб. науч. работ Всесоюз. о-ва патологоанатомов. — Куйбышев, 1957.
- Ундрицов М. И. К механизму протеинурии // Сб. науч. работ Всесоюз. о-ва патологоанатомов. — Куйбышев, 1957.
- Ундрицов М. И. К механизму выделения различных макромолекул почками собак // Аннотация научных работ АМН СССР. — 1957.
- Ундрицов М. И. Влияние полного антигена дизентерии Флекснера на фильтрацию реабсорбцию и секрецию почек в эксперименте // Некоторые вопросы физиологии, клиники и морфологии. — Куйбышев, 1958.
- Ундрицов М. И. К механизму выделения дизентерийного антигена почками. — 1959. — Т. 47, № 1.
- Ундрицов М. И. Роль выделительной системы в иммунитете при дизентерии // Матер. / 1-я Всерос. конф. эпидемиологов, микробиологов и инфекционистов. — М., 1959. — С. 79—80.
- Ундрицов М. И. Роль клубочков и канальцев в механизме протеинурии // Физиол. журн. им. Сеченова. — 1960. — Т. 46, № 2.
- Ундрицов М. И. Защитная роль белка при экспериментальной дизентерийной интоксикации // Патол. физиол. и эксперим. терапия. — 1961. — Т. 5, № 5. — С.70-75.
- Ундрицов М. И. Выделение почками дизентерийного антигена, меченного радиоактивным фосфором // Вопросы патологической физиологии инфекционного процесса. — М.: Медгиз, 1962.
- Ундрицов М. И. Распределение дизентерийного антигена в организме собаки// Вопросы патологической физиологии инфекционного процесса. — М.: Медгиз, 1962.
- Ундрицов М. И. К механизму выделительного иммунитета // Сб. тр. / 3-я Всесоюз. конф. патологов. — М., 1963.
- Ундрицов М. И. О механизме выделения почками бактериальных антигенов: Автореф. дис. … д-ра мед. наук. — 1965.

- Ундрицов М. И. // Высшая нервная деятельности и реактивность организма: Тез. докл. науч. конф. — Казань, 1952. — С. 3-4.
- Ундрицов М. И. Достижение советской патофизиологии за 40 лет: Доклад на науч. конф. Куйбышевского о-ва патологоанатомов с секцией патофизиологов. — 1957.
- Ундрицов М. И. Электрофоретический анализ белков мочи: Рукопись. — 1957. — Депонир. в Московской мед. библиотеке.
- Ундрицов М. И. Аутоиммунные процессы при введении животным гомологичной антикардиальной сыворотки // Бюлл. эксперим. медицины. — 1969. — № 9.
- Ундрицов М. И. О первичных механизмах иммунологических реакций при экспериментальном миокардите // Актуальные вопросы ревматологии. — Вильнюс, 1969.
- Ундрицов М. И. Функциональное состояние вегетативной нервной системы у кроликов при стрептококковой аллергии немедленного типа // Бюлл. эксперим. биологии и медицины. — 1970.
- Ундрицов М. И. Научные направления кафедры патофизиологии // Тез. докл. науч. конф. — 1977.
- Ундрицов М. И. Адренергические и холинергические структуры лёгких морских свинок в норме и экспериментальной бронхиальной астме // Бюлл. эксперим. биологии и медицины. — 1977. — № 11.
- Ундрицов М. И. Специфическое и неспецифическое лечение бронхиальной астмы // Пульмонология. — Чебоксары, 1977.
- Ундрицов М. И. Моделирование некоторых элементов бронхиальной астмы в эксперименте // Эксперим. и клинич. аллергология. — 1978. — Вып. 2.
- Ундрицов М. И. Специфическая терапия атопической формы бронхиальной астмы // Казан. мед. журн. — 1979. — № 1.
- Ундрицов М. И. Поступление, транспорт и эвакуация бактериального белка в интактном и иммунном организме (к механизмам патофизиологического иммунитета) // Эксперим. и клинич. аллергология. — 1979.
- Ундрицов М. И. Динамика показателей функции внешнего дыхания у больных бронхиальной астмой // Эксперим. и клинич. аллергология и иммунология. — 1980.
- Ундрицов М. И. Влияние аэроионотерапии на динамику лабораторных показателей при бронхиальной астме // Эксперим. и клинич. аллергология. — 1980.
- Ундрицов М. И. К патогенезу экспериментальной бронхиальной астмы // Сб. / 6-я Поволжская конфер. физиологов.
- Ундрицов М. И. Гистамин в структурах периферической крови больных бронхиальной астмой // Эксперим. и клинич. аллергология. — 1983.
- Ундрицов М. И. Патогенез экспериментальной бронхиальной астмы // Патогенез аллергических процессов в эксперименте и клинике. — М., 1984.

- Ундрицов М. И. Некоторые вопросы патогенеза бактериальной дизентерии // Тез. докл. Куйбышевской обл. науч. конф. врачей. — Куйбышев, 1955. — С. 107—109.
- Ундрицов М. И. К вопросу о выделении дизентерийных антигенов почкам // Тез. науч. конф. обл. о-ва патологоанатомической секции патофизиологов. — 1955.
- Ундрицов М. И. К механизму выделения дизентерийных антигенов почками в эксперименте // Научная сессия Куйбышевского мед. института: Автореф. докл. — 1956.
- Ундрицов М. И. Некоторые закономерности выделения макромолекул почками собак // Матер. Поволжской конф. физиологов, биохимиков и фармакологов с участием морфологов и клиницистов. — 1957.
- Ундрицов М. И. Выделение дизентерийных антигенов слюнными железами // Сб. науч. работ Куйбышевского о-ва патологоанатомов с секцией патофизиологов. — 1957.
- Ундрицов М. И. Актуальные вопросы патогенеза дизентерии: Рукопись. — 1957. — Депонир. в Московской мед. библиотеке.
- Ундрицов М. И. Роль выделительной системы в иммунитете при дизентерии // Матер. / 1-я Всерос. конф. эпидемиологов, микробиологов и инфекционистов. — М., 1959. — С. 79-80.
- Ундрицов М. И. Распределение дизентерийного антигена в организме собак // Вопр. патол. физиологии инфекционного процесса. — М., 1962. — С. 268—276.
- Ундрицов М. И. Роль нервно-рефлекторных механизмов в регуляции нарушений сократительной функции матки // Тез. докл. / 1-й Всесоюз. съезд патофизиологов. — Ташкент, 1976.

- Ундрицов М. И. Розен В. Б. Экспериментальное моделирование ревматизма и других форм коллагенозов // Патол. физиол. и эксперим. терапия. — 1961. — Т. 5, № 4. — С. 80-85.
- Ундрицов М. И. Экспериментальное моделирование ревматического процесса // Тез. докл. науч. сессии Института ревматизма АМН СССР. — 1963. — С. 9-10.
- Ундрицов М. И. Электрокардиографические изменения в процессе экспериментального моделирования ревматизма: Рукопись. — 1961. — Депонир. в Московской мед. библиотеке.
- Ундрицов М. И. Динамика образования антикардиальных изоантител в процессе моделирования: Рукопись. — 1961. — Депонир. в Московской мед. библиотеке.
- Ундрицов М. И. Попытка создания экспериментальной модели некоторых форм коллагеновых заболеваний при помощи гидролазина и дезоксикортикостерона // Сб. тр. / 3-я Всесоюз. конф. патофизиологов. — 1963.
- Ундрицов М. И. О роли коры надпочечников в развитии аллергических реакций при экспериментальном моделировании ревматизма // Матер. конф. по проблеме «Аллергия и аутоаллергия». — Баку, 1963.
- Ундрицов М. И. Стрептококковая аллергия и аутоаллергия в патогенезе экспериментального ревматизма // Матер. конф. по проблеме «Аллергия и аутоаллергия». — Баку, 1963.
- Ундрицов М. И. Аутоаллергия в патогенезе экспериментального ревмокардита // Матер. конф. по проблеме «Аллергия и аутоаллергия». — Баку, 1963.
- Ундрицов М. И. О роли кортизона в изменениях реактивности организма при экспериментальном моделировании ревматизма // Патол. физиол. и эксперим. терапия. — 1963. — № 8.
- Ундрицов М. И. Экспериментальное моделирование ревматического процесса // Тез. докл. науч. сессии Института ревматизма АМН СССР. — М., 1963.
- Ундрицов М. И. Одесова В. В. Сомов Б. А. Некоторые методы исследований при коллагеновых заболеваниях // Современная практическая аллергология. — М., 1963. — С. 207—237.
- Ундрицов М. И. Розен В. Б. Чернин Л. С. О роли глюкокортикоидных гормонов в патогенезе экспериментального ревматизма // Вопросы ревматизма. — 1964. — № 1. — С. 7-16.
- Ундрицов М. И. О роли «физиологической амфотерности» кортизона в развитии некоторых ревматический явлений // Тез. докл. / Респ. конф. терапевтов. — Вильнюс, 1964.
- Ундрицов М. И. О роли кортизона в изменениях реактивности организма при экспериментальном моделировании ревматизма // Вопросы ревматизма. — 1964. — № 1.
- Ундрицов М. И. Экспериментальное моделирование ревматического процесса // Вопросы ревматизма. — 1964. — № 4.
- Ундрицов М. И. Стрептококковая аллергия и аутоаллергия в патогенезе экспериментального ревматизма // Сб. тр. конференции по аллергии.
- Ундрицов М. И. К вопросу о роли стрептококковой аллергии и аутоаллергии в патогенезе экспериментального ревматизма // Вопросы ревматизма. — 1964. — № 4.
- Ундрицов М. И. К вопросу об изменениях гипоталамо-гипофизарной надпочечниковой системы при коллагенозах // Матер. конф. по физиологии и патологии гипоталамуса. — 1965.
- Ундрицов М. И. К вопросу об изменениях гипоталамо-гипофизарно-надпочечниковой системы при коллагенозах // Сб. тр. конф. по физиологии и патологии гипоталамуса. — 1966.
- Ундрицов М. И. Патофизиологические механизмы иммунитета: Рукопись.
- Ундрицов М. И. К этиологии и патогенетическим механизмам ревматического процесса // Матер. межобластной конф. терапевтов. — 1966.
- Ундрицов М. И. К патогенетической роли аутоантител в процессе экспериментального моделирования ревматизма // Тез. / 4-я годичная науч. сессия Института ревматизма АМН СССР. — М., 1966.
- Ундрицов М. И. К патогенезу и клинике ревматизма. — 1966.
- Ундрицов М. И. Общий антиген в эксперименте и при ревматизме // Тез. / 4-я годичная науч. сессия Института ревматизма АМН СССР. — М., 1966.
- Ундрицов М. И. Итоги и перспективы изучения клиники и патогенеза ревматизма // Матер. областной конф. терапевтов. — Ростов-н/Д, 1966.
- Ундрицов М. И. Активность ревматического процесса, характер течения болезни и реактивность организма // Матер. / 2-я Всесоюз. конф. ревматологов. — М., 1966.
- Ундрицов М. И. Активность ревматического процесса, характер течения болезни и реактивность организма // Клинические варианты течения ревматизма и других коллагеновых заболеваний и критерии активности патологического процесса. — М., 1966.
- Ундрицов М. И. Аллергия в патогенезе в течении ревматизма // Матер. / Всесоюз. конф. по аллергии. — Львов, 1967.
- Ундрицов М. И. К изучению роли антигенов А-стрептококка в патогенезе ревматизма // Матер. докл. юбилейной науч. конф. Института ревматизма АМН СССР. — М., 1967.
- Ундрицов М. И. О патофизиологической природе аутоиммунных процессов // Матер. докл. юбилейной науч. конф. Института ревматизма АМН СССР. — М., 1967.
- Ундрицов М. И. К изучению роли стрептококковой аллергии и аутоаллергии в патогенезе ревматизма // Матер. Эстонской респ. конф. по аллергии. — Тарту, 1967.
- Ундрицов М. И. Патофизиологические механизмы активности ревматического процесса и взаимоотношения их с реальностью // Матер. Эстонской респ. конф. по аллергии. — Тарту, 1967.
- Ундрицов М. И. Аутоиммунные процессы при экспериментальном моделировании ревматизма // Б. Э. М. — 1968.
- Ундрицов М. И. К стрептококковой этиологии и иммунопатогенетическим факторам патогенеза ревматизма // Вопросы патогенеза и н/аннат. и клиники ревматич. — Рязань, 1968.
- Ундрицов М. И. Евсеев В. А. Пыцкий Ц. И. Вопросы гормональной терапии в связи с изменениями надпочечниковых и вненадпочечниковых факторов при экспериментальном ревматическом процессе // Методы активной терапии ревматизма и других коллагеновых заболеваний. — М., 1968. — С. 25-26.
- Ундрицов М. И. Экспериментальное изучение патогенеза ревматизма // Матер. докл. науч. сессии, посвящённой 10-летию Института ревматизма. — М., 1968.
- Ундрицов М. И. К изучению роли внутриклеточного и общего антигена А-стрептококка в патогенезе синдромов ревматизма, протекающих по немедленному и затяжному типу // Аллергия и реактивность организма. — Львов, 1969. — Т. 2. — С. 13—16.
- Ундрицов М. И. Содержание кининогена в сыворотке крови кроликов при стрептококковой аллергии немедленного типа // Бюлл. эксперим. биологии и медицины. — 1970. — № 7.
- Ундрицов М. И. Аллергическая альтерация лейкоцитов как показатель аллергии немедленного типа к стрептококку у больных ревматизмом // Вопросы ревматизма. — 1970.
- Ундрицов М. И. Активность кислых фосфатаз в клетках периферической крови при стрептококковой аллергии немедленного типа // Вопросы ревматизма. — 1970.
- Ундрицов М. И. Аллергия и вопросы патогенеза ревматизма // Проблемы иммунологической реактивности и аллергии. — 1971.
- Ундрицов М. И. Стрептококковая аллергия и патогенез ревматизма // Матер. / 1-я Всерос. конф. ревматологов. — 1972.
- Ундрицов М. И. К стрептококковой этиологии и аутоиммунологическим факторам патогенеза ревматизма // Экспериментальная и клиническая аллергология. — 1972.
- Ундрицов М. И. Изменения катехоламиносодержащих структур в регионарных лимфатических узлах крыс с экспериментальным полиартритом // Макро-микроструктура тканей в норме, патологии и эксперименте. — Чебоксары, 1979. — Вып. 6.

- Ундрицов М. И. Способ определения точек акупунктуры показанных при лечении зубов. — А. с. № 794812,8IX-80 г.
- Ундрицов М. И. Способ выбора точек акупунктуры для лечения больных пародонтозом. — Зарег. в Гос.реестре изобретений (51) М. К. А 61.Н 39/100.
- Ундрицов М. И. О значении нейрогуморальных факторов при родовозбуждении и родостимуляции методом акупунктуры // 13-й Всесоюз. съезд акушеров-гинекологов. — М., 1984.
- Ундрицов М. И. Иглотерапия больных при недостаточности инволюции матки и эндометрите после родов // Акушерство и гинекология. — 1984. — № 8.

- Ундрицов М. И. Функциональная активность и количество Т- и В-лимфоцитов у больных псориазом // Экспериментальная и клиническая аллергология. — 1982.

## Награды
- Заслуженный деятель науки Чувашской АССР (1982)[3]
- орден Отечественной войны 2-й степени (6.4.1985)[11]
- медали.